# Geomorfološki proces
Geomorfološki proces (engleski: geomorphological process, geomorphic process) predstavlja niz zbivanja koja se događaju u vrijeme djelovanja skupa sila (agens) na stijensku masu određene geološke građe (pacijens). Ta zbivanja se uvijek događaju zakonito, po utvrđenom redoslijedu i s unaprijed poznatim posljedicama. 
Agens je skup antagonističkih sila dvojakog podrijetla. To su endogene i egzogene sile. Njihovo djelovanje, posljedice i utjecaj na obrazetinu reljefa veoma su različiti.
Endogene sile utječu na oblikovanje reljefa, ali se pod njihovim utjecajem mijenja i geološka građa znatno dublje od neposredne površine Zemlje. Stoga se endogene sile definiraju kao geološki agens, a proces koji nastaje pod njihovim djelovanjem naziva se geološki proces. 
U reljefu Zemlje djelovanje endogenih sila izaziva prvenstveno krupne, regionalne promjene, obrazujući najkrupnije geološke i morfološke cjeline. Ovakve cjeline, koje nastaju udruženim djelovanjem endogenih i egzogenih sila, pri čemu je endogeni faktor dominantan, nazivaju se morfostrukture. U geomorfologiji se endogene sile definiraju i kao morfostrukturni agens, a proces koji nastaje pod njihovim djelovanjem kao morfostrukturni proces. 
Djelovanje egzogenih sila oblikuje reljef. Ono modificira samo površinu stijenske mase, ne mijenjajući u značajnijoj mjeri ni njen sastav, ni sklop. Zbog toga je geomorfološki proces skup zbivanja koja nastaju u vrijeme djelovanja egzogenih sila na stijensku masu određene geološke građe.

## Sadržaj procesa
Zbivanja u okviru geomorfološkog procesa svode se na tri elementa. To su erozija, prijenos (transport) i akumulacija materijala. Njihova pojava i međusobni odnosi pokazuju jasno utvrđene zakonitosti. 

### Erozija
U vrijeme djelovanja jedne egzogene sile, ili više udruženih egzogenih sila na stijensku masu određenog litološkog sastava i sklopa, nastaje razaranje postojećih oblika, koje nosi opšti naziv erozija. 
Po svojoj suštini erozija može biti mehanička ili kemijska. Najrasprostranjeniji oblik je mehanička erozija, kada sila djeluje na stijensku masu svojom kinetičkom energijom. Kemijska erozija veže se za djelovanje vode na rastvorljive stijenske mase. Umjesto mehaničkog razaranja, ovdje se obavlja rastvaranje, dakle kemijska reakcija. 
Erozija pod djelovanjem jednog agensa skoro po pravilu izaziva aktiviranje drugog agensa i nove pojave erozije. Takva erozija se označava terminom izazvana erozija, a nastale pojave nazivaju se izazvane i prateće pojave.
Erozija, kao jedan od elemenata geomorfološkog procesa, zavisi o trima osnovnim geomorfološkim činiteljima: sile (agens), geološke građe (pacijens) i dužine djelovanja agensa na pacijens. 

### Prijenos
Materijal koji nastaje prilikom razaranja postojećeg oblika se pokreće, prenosi i premješta na drugo mjesto. Premiještanje, tijesno je povezano s razaranjem, erozijom oblika. Sve dok je materijal na mjestu, dok je iznos prijenosa zanemarljivo mali, izmjene oblika ili erozije zapravo nema. Tek kada je materijal pokrenut mijenja se oblik. Erozija i prijenos materijala čine, na taj način, jedinstvenu cjelinu. 
Premiještanje ili transport materijala može se obaviti na dva načina. Prvi, rasprostranjeniji oblik je prijenos mehaničke drobine, tj. premiještanje odlomaka stijenske mase veoma različite krupnoće. Transportna sredina u ovom slučaju može biti voda, vetar, ili pokrenuta čvrsta masa kao što je led ili stijenska masa. Drugi oblik, prijenos materijala u obliku rastvora, javlja se kada je riječ o kemijskoj eroziji, koja se odvija u krškom procesu. Transportnu sredinu tu čini isključivo voda. 
Količina pokrenutog materijala uslovljena je intenzitetom erozije, tj. kinetičkom energijom sile, ili rastvaračkom snagom sredine koja obavlja eroziju. Drugi bitan element je geološka građa stijenske mase na kojoj se obavlja erozija. Konačno, koliko će materijala biti erodirano i pripremljeno za prijenos zavisit će i o dužini vremena u kojem jedna sila ili skup sila djeluju na stijenski materijal. 

### Akumulacija
S opadanjem kinetičke energije transportnog sredstva počinje odlaganje, tj. akumulacija materijala. Pri transportu materijala u obliku rastvora akumulacija počinje zasićenjem rastvora. Odloženi materijal u oba slučaja gradi novi oblik. Akumulacija, dakle, predstavlja konstrukciju novih oblika reljefa. 
Kinetička energija opada, a rastvor se postupno zasićuje. Suglasno tome i akumulacija se obavlja graduirano. Pri prijenosu mehaničke drobine prvo se odlaže najkrupniji, pa zatim sve sitniji materijal. Obavlja se, dakle, selekcija ili klasifikacija materijala po krupnoći. 
Selekcija materijala po krupnoći i stupnja zaobljenosti pojedinih odlomaka zavisi prvenstveno o medijumu, tj. sredine u kojoj se prijenos obavlja. Granulometrijska klasifikacija je najpotpunija u vodenoj sredini. 
Klasifikacija, a naročito obrada materijala, tj. stupanj zaobljenosti, umnogome ovisi i o vremenu trajanju prijenosa, odnosno o prijeđenom putu tijekom prijenosa materijala. 